# A Live
Albums de Trust
Gold
(1997) Ni Dieu ni maître
(2000)
A live (également titré "Tour 97" au verso de la pochette) est un album live du groupe de hard rock français Trust, enregistré pendant la tournée Insurrection dans l'Hexagone et sorti en 1997.

## Liste des titres
| No  | Titre                         | Auteur                    | Album                   | Durée |
| --- | ----------------------------- | ------------------------- | ----------------------- | ----- |
| 1.  | Reac prendre à vivre          | Bonvoisin / Krief         | Europe et haines [1996] | 3:42  |
| 2.  | Ca vient ça meurt             | Bonvoisin / Krief - Jacob | Europe et haines [1996] | 3:04  |
| 3.  | Instinct de mort              | Bonvoisin / Krief         | Répression [1980]       | 4:42  |
| 4.  | Fais où on te dit de faire    | Bonvoisin / Krief         | Europe et haines [1996] | 4:10  |
| 5.  | J'ai vu Dieu                  | Bonvoisin / Krief - Jacob | Europe et haines [1996] | 6:33  |
| 6.  | Tout ce qui est bon est mal   | Bonvoisin / Krief         | Europe et haines [1996] | 4:24  |
| 7.  | Roll Over Beethoven           | Chuck Berry               | inédit                  | 2:16  |
| 8.  | That's All Right (Mama)       | Arthur Crudup             | inédit                  | 2:04  |
| 9.  | Préfabriqués                  | Bonvoisin / Krief         | Trust [1979]            | 3:21  |
| 10. | Tous ces visages              | Bonvoisin / Krief         | Europe et haines [1996] | 4:27  |
| 11. | La Tounga !                   | Jacob                     | Europe et haines [1996] | 1:16  |
| 12. | L'élite                       | Bonvoisin / Krief         | Trust [1979]            | 5:59  |
| 13. | On lèche, on lâche, on lynche | Bonvoisin / Krief         | Europe et haines [1996] | 4:35  |
| 14. | Le Mitard                     | Mesrine / Krief           | Répression [1980]       | 5:23  |
| 15. | Antisocial                    | Bonvoisin / Krief         | Répression [1980]       | 7:04  |

## Formation
- Bernie Bonvoisin : chant
- Norbert Krief : guitare
- David Jacob : basse
- Hervé Koster : batterie

## Informations
- "Lutter sans cesse" accompagne le générique de fin sur la version DVD.